# Dipodomys stephensi
Espèce
Statut de conservation UICN

 VU  : Vulnérable
Dipodomys stephensi, est une espèce de Rongeurs de la famille des Heteromyidae. C'est un petit mammifère qui fait partie des rats-kangourous d'Amérique. Cet animal est endémique des États-Unis où il est en danger de disparition. 
L'espèce a été décrite pour la première fois en 1907 par un zoologiste américain, Clinton Hart Merriam (1855-1942), qui l'a nommée en hommage au zoologiste américain Frank Stephens.